# Angus Sampson
Angus Sampson (Sydney, 1979. február 12. –) ausztrál színész és filmrendező.
Legismertebb alakításai Tucker az Insidious-filmsorozatban, továbbá Ray Jenkins A futár (2014) és Szerves Szerelő a Mad Max – A harag útja (2015), illetve a Furiosa: Történet a Mad Maxből (2024) című filmekben. 
A Fargo második évadjában Bear Gerhardtot formálta meg. 2022-től Az igazság ára szereplője.

## Fiatalkora
1979. február 12-én született Sydneyben. A Summer Hill-i Trinity Grammar Schoolban és az észak új-dél-walesi The Armidale Schoolban tanult. 2002-ben végzett az AWARD Schoolban.

## Pályafutása
Első szereplése a Recovery című műsorban volt. 2003-ban a Greeks on the Roof című sorozatban szerepelt. 2006 és 2009 között a Thank God You're Here című műsorban tűnt fel. 2010-ben az Insidious – A testen kívüli című filmben alakította Tucker karakterét. 2022 óta Az igazság ára című sorozatban szerepel.

## Filmográfia

### Filmek
| Év   | Magyar cím                     | Eredeti cím               | Szerep                   | Magyar hang        |
| ---- | ------------------------------ | ------------------------- | ------------------------ | ------------------ |
| 1998 |                                | Dags                      | Prozac                   |                    |
| 2003 | A sötétség leple               | Darkness Falls            | Raymond "Ray" Winchester | F. Nagy Zoltán     |
| 2003 |                                | Razor Eaters              | Syksey                   |                    |
| 2005 | Lovagias balekok               | You and Your Stupid Mate  | Jeffrey                  |                    |
| 2006 |                                | Kokoda                    | Dan                      |                    |
| 2006 | Rögbiszerencse                 | Footy Legends             | Lloydy                   |                    |
| 2007 |                                | Rats and Cats             | rabló                    |                    |
| 2009 | Ahol a vadak várnak            | Where the Wild Things Are | A bikaöltönyös fellépő   |                    |
| 2010 |                                | I Love You Too            | Thug                     |                    |
| 2010 |                                | Summer Coda               | Franky Tanner            |                    |
| 2010 | Insidious – A testen kívüli    | Insidious                 | Tucker                   | Orosz Gergely      |
| 2010 | Az Őrzők legendája             | Legend of the Guardians   | Csett (hangja)           | Józsa Imre         |
| 2012 |                                | 100 Bloody Acres          | Lindsay Morgan           |                    |
| 2013 |                                | Blinder                   | Franky                   |                    |
| 2013 | Insidious – A gonosz háza      | Insidious: Chapter 2      | Tucker                   | Széles Tamás       |
| 2014 | A futár                        | The Mule                  | Ray Jenkins              | Friedenthál Zoltán |
| 2015 |                                | Now Add Honey             | Mick Croyston            |                    |
| 2015 | Mad Max – A harag útja         | Mad Max: Fury Road        | Szerves Szerelő          | Maday Gábor        |
| 2015 | Insidious – Gonosz lélek       | Insidious: Chapter 3      | Tucker                   | Széles Tamás       |
| 2018 | Insidious – Az utolsó kulcs    | Insidious: The Last Key   | Tucker                   | Széles Tamás       |
| 2018 | Benji                          | Benji                     | Titus Weld               |                    |
| 2018 | Szellemek háza                 | Winchester                | John Hansen              | Kardos Róbert      |
| 2021 | Mortal Kombat                  | Mortal Kombat             | Goro (hangja)            |                    |
| 2023 | Insidious – A vörös ajtó       | Insidious: The Red Door   | Tucker                   | Széles Tamás       |
| 2023 | A győztes gól                  | Next Goal Wins            | Angus Bendleton          | Friedenthál Zoltán |
| 2024 | Furiosa: Történet a Mad Maxből | Furiosa: A Mad Max Saga   | Szerves szerelő          | Maday Gábor        |

### Televíziós sorozatok
| Év         | Magyar cím                       | eredeti cím                    | Szerep                                                    | Megjegyzés                               |
| ---------- | -------------------------------- | ------------------------------ | --------------------------------------------------------- | ---------------------------------------- |
| 1996–2000  |                                  | Recovery                       | társházigazda                                             | különböző epizódok                       |
| 2001, 2002 | Kisvárosi zsaruk                 | Blue Heelers                   | Glenn Rossiter / Tony Costa                               | 2 epizód                                 |
| 2002       |                                  | Short Cuts                     | DJ                                                        | 1 epizód                                 |
| 2003       |                                  | Stingers                       | Ali                                                       | 1 epizód                                 |
| 2003       |                                  | Greeks on the Roof             | Dimi                                                      | 11 epizód                                |
| 2004, 2005 | Titkos életünk                   | The Secret Life of Us          | Videóboltos srác / Tyrone                                 | 2 epizód                                 |
| 2006–2009  |                                  | Thank God You're Here          | önmaga                                                    | 11 epizód                                |
| 2007       |                                  | Wilfred                        | Cyros                                                     | 1 epizód                                 |
| 2007       |                                  | The King                       | csúf Dave Gray                                            | tévéfilm                                 |
| 2007       |                                  | Chandon Pictures               | Bevan                                                     | 2 epizód                                 |
| 2008       | A penge éle                      | Underbelly                     | Michael Thorneycroft                                      | 3 epizód                                 |
| 2008       |                                  | Time Trackers                  | Leonardo da Vinci                                         | 1 epizód                                 |
| 2010       |                                  | The Librarians                 | Xavier Fisher                                             | 4 epizód                                 |
| 2010–2011  |                                  | Spirited                       | Zach Hannigan                                             | 15 epizód                                |
| 2012       |                                  | Beaconsfield                   | Brett 'Cress' Cresswell                                   | tévéfilm                                 |
| 2012       |                                  | Howzat! Kerry Packer's War     | Allan Johnston                                            | 2 epizód                                 |
| 2012       |                                  | Beaconsfield                   | Brett 'Cress' Cresswell                                   | tévéfilm                                 |
| 2013       | Lapóriások: A magazinok háborúja | Paper Giants: Magazine Wars    | Patrick Bowring                                           | tévé minisorozat (2 epizód)              |
| 2014       |                                  | Party Tricks                   | Wayne Duffy                                               | 6 epizód                                 |
| 2015       | Fargo                            | Fargo                          | Bear Gerhardt                                             | 9 epizód                                 |
| 2016–2017  | A jóslás urai                    | Shut Eye                       | Fonso Marks                                               | 20 epizód magyar hangja Schneider Zoltán |
| 2018       | Gyilkos űrhajó                   | Nightflyers                    | Rowan                                                     | főszereplő                               |
| 2018       | Voltron: A legendás védelmező    | Voltron: Legendary Defender    | Ranveig (hangja)                                          | 1 epizód                                 |
| 2018       | Tömény történelem                | Drunk History                  | Hughes                                                    | 1 epizód                                 |
| 2019       | The Walking Dead                 | The Walking Dead               | Ozzy                                                      | 2 epizód                                 |
| 2019       |                                  | No Activity                    | főnök                                                     | 6 epizód                                 |
| 2021       |                                  | The Stand                      | Garvey                                                    | 1 epizód                                 |
| 2021       | Jurassic World: Krétakori tábor  | Jurassic World Camp Cretaceous | Hap (hangja)                                              | 3 epizód                                 |
| 2021–      |                                  | Bump                           | Dom Chalmers                                              | 39 epizód                                |
| 2022-      | Az igazság ára                   | The Lincoln Lawyer             | Dennis 'Cisco' Wojciechowski                              | 20 epizód magyar hangja Pál András       |
| 2022       | A zászlónk halált jelent         | Our Flag Means Death           | I. György brit király                                     | 3 epizód                                 |
| 2022       | A rezervátum kutyái              | Reservation Dogs               | vegyész                                                   | 1 epizód                                 |
| 2023       | A Koalaember                     | Koala Man                      | Peckmeister tábornok, Bölcs szemetes különböző karakterek | 8 epizód                                 |
| 2024       | Szívtipró gimi                   | Heartbreak High                | Timothy Voss                                              | 8 epizód magyar hangja Mészáros András   |